# Massive Attack
Massive Attack je britská triphopová skupina, založená v Bristolu roku 1988. Původní trio Robert Del Naja, Grantley Marshall a Andrew Vowles bylo v Bristolu známé coby sound system The Wild Bunch. Jejich první album Blue Lines (1991) je nadmíru důležité. Massive Attack tehdy kombinací jazzu, hip hopu, rocku, a soulu vytvořili zcela nový žánr – trip hop. Další desky Protection (1994), Mezzanine (1998), 100th Window (2003) a Heligoland (2010) jsou rovněž kritiky velmi ceněné. Známí jsou i díky politicky laděným projekcím během koncertů a velkému množství hostů (např. Madonna, Sinéad O'Connor, Tricky, Damon Albarn).

## Historie
V osmdesátých letech tvořili jádro skupiny Robert Del Naja („3D“), Grant Marshall („Daddy G“) a Andrew Vowles („DJ Mushroom“). Příležitostně spolupracoval i Tricky, který rovněž působil v projektu The Wild Bunch. Jako první vyšel singl „Any Love“, následovaly „Safe From Harm“ a „Unfinished Sympathy“ (s vokály Shary Nelson). Tyto se objevily i na Blue Lines - desce, která bývá označována za jednu z nejvlivnějších britských nahrávek 90. let. Důležitou kapelu silné bristolské scény (dále např. Portishead) tak pasovala na zakladatele trip hopu.
Během Války v Zálivu si zkrátili jméno na Massive, aby tak vyjádřili nesouhlas s napadením Iráku. Na následující desce Protection se významně podílel Tricky, který přispěl vokály v jedné z nejznámějších písní – „Karmacoma“. V roce 1996 zvítězili na BRIT Awards v kategorii „best dance act“ , o rok později přispěli písní „Superpredators (Metal Postcard)“ na soundtrack k filmu The Jackal. No Protection je název pro remixové album předchozí desky. Všechny skladby upravil do dubového stylu Mad Professor. Skupina v tomto období především vydatně koncertovala (vystoupila i v Čechách) a svoje aktivity rozšířila i na spolupráci s Madonnou, Garbage a dalšími.
Deskou Mezzanine se posouvají k temnějšímu, strnulému zvuku. Zpěvačku Elizabeth Fraser z Cocteau Twins je slyšet ve třech skladbách, dále hostují Sarah Jay a Horace Andy. Při koncertech nyní pracují s více nástroji. Kromě mnoha hostů mají v arzenálu i živého kytaristu, hráče na basovou kytaru, bubeníka, klávesistu. Finální obraz dotváří videoprojekce a světelná show. Skladba „Angel“ zazněla ve filmech Pi, Stay, Podfu(c)k, Antitrust, Flight of the Phoenix a Go. Píseň „Dissolved Girl“ je známá z filmu Matrix.
Na čtvrtém albu 100th Window se muzikantsky nepodepsal Grantley Marshall, i přesto se v roce 2004 dostalo až na vrchol britské hitparády. Odchází i Andrew Vowles, naopak významně spolupracuje známý Horace Andy. Ve stejném roce vyšel i soundtrack i filmu Luca Bessona s názvem Danny the Dog. V roce 2006 vyšlo výberové album, na kterém se objevuje nový singl „Live With Me“ s hostujícím jazzovým kytaristou Terrym Callierem.
Poslední album Heligoland vyšlo 10. února 2010. Na tvorbě písní se podílel i Grantely Marshall, na albu hostuje pět vokalistů.

## Diskografie

### Alba
| Datum vydání        | Album         | UK Albums Chart | U.S. Billboard 200 | ARIA Charts | IFPI ČR TOP50 Prodejní | Poznámky              |
| ------------------- | ------------- | --------------- | ------------------ | ----------- | ---------------------- | --------------------- |
| 1. června, 1991     | Blue Lines    | 13              | -                  | 69          |                        |                       |
| 26. října, 1994     | Protection    | 4               | -                  | 15          |                        |                       |
| 17. února, 1995     | No Protection | 10              | -                  | 34          |                        | remix alba Protection |
| 20. dubna, 1998     | Mezzanine     | 1               | 60                 | 1           |                        |                       |
| 10. února, 2003     | 100th Window  | 1               | 69                 | 4           |                        |                       |
| 11. listopadu, 2004 | Danny the Dog | 70              | -                  | -           | -                      | soundtrack            |
| 27. března, 2006    | Collected     | 2               | 198                | 19          | 41                     | kompilace singlů      |
| 9. února, 2010      | Heligoland    | 6               | 46                 | -           | 4                      |                       |

## Vokály v jednotlivých písních
Massive Attack si vždy vybírali ty nejlepší zpěváky, zde jsou někteří z nich:
- Shara Nelson (Blue Lines)
- Horace Andy (Blue Lines, Protection, Mezzanine, 100th Window a Heligoland)
- Tricky (Blue Lines, Protection)
- Nicolette (Protection)
- Tracey Thorn (Protection)
- Madonna („I Want You")
- Elizabeth Fraser (Mezzanine)
- Sarah Jay (Mezzanine)
- David Bowie(„Natureboy")
- Mos Def („I Against I")
- Sinead O'Connor (100th Window)
- Terry Callier (Collected)
- Damon Albarn (Saturday Come Slow)